# 罗图马人
罗图马人是罗图马的原住民，罗图马是斐济共和国的一个群岛。该群岛本身是太平洋密克罗尼西亚，美拉尼西亚和波利尼西亚交汇处的文化大熔炉，因此，罗图马文化受到美拉尼西亚文化，密克罗尼西亚文化和其他波利尼西亚文化的影响。